# Cattedrale dell'Assunzione (Bangkok)
La cattedrale dell'Assunzione (in thailandese อาสนวิหารอัสสัมชัญ, aa sŏn wí-hăan àt-săm-chan) è un edificio di culto cattolico che si trova nel quartiere di Bang Rak a Bangkok.
È la principale chiesa dell'Arcidiocesi di Bangkok e dell'intera Thailandia ed è dedicata all'Assunzione di Maria in onore della Vergine Maria che viene festeggiata il 15 agosto.
La cattedrale ha una struttura rettangolare relativamente alta con l'esterno in mattoni rossi, che si staglia contro gli edifici bianchi circostanti, e con alte torri quadrate che fiancheggiano l'ingresso principale. All'interno è presente un alto soffitto decorato.

## Storia
L'edificio originale della Cattedrale dell'Assunzione è il risultato di un lavoro iniziato nel 1809 e completato nel 1821 durante il regno di re Rama II. Durante la seconda metà del XIX secolo, la chiesa e l'area circostante ebbero un ruolo importante per i missionari cristiani che arrivavano a Bangkok, in particolare dopo il 1860. Tuttavia intorno al 1909 o al 1910 la chiesa subì una significativa ricostruzione e fu ricostruita in stile romanico tra il 1910 e il 1918. Nel 1942, durante la seconda guerra mondiale, gli edifici vicini vennero distrutti dai bombardamenti provocando gravi danni alla chiesa che resero necessario un ampio restauro che fu parzialmente rinnovato negli anni '80 e '90.

## Visitatori famosi
Il 10 maggio 1984 la Cattedrale dell'Assunzione è stata visitata da papa Giovanni Paolo II mentre il 22 novembre 2019 ha accolto papa Francesco, che vi ha celebrato una messa con i giovani cattolici provenienti da tutto il paese.
Oltre ai due pontefici, la cattedrale è stata visitata il 4 maggio 1946 dal re Ananda Mahidol insieme al fratello minore, l'allora principe Bhumibol Adulyadej.
Il 22 luglio 1995 le principesse Soamsawali e Bajirakitiyabha hanno visitato la Cattedrale durante una cerimonia religiosa per commemorare la morte della principessa Srinagarindra mentre nel 2002 è stata visitata dal principe ereditario Vajiralongkorn e dalla sua consorte Srirasmi.